# Za Górą (Glichów)
Za Górą – część wsi Glichów w Polsce, położona w województwie małopolskim, w powiecie myślenickim, w gminie Wiśniowa.
W latach 1975–1998 Za Górą administracyjnie należało do województwa krakowskiego.